# Jon Lord

Jon Lord (John Douglas Lord, Leicester, 1941. június 9. – London, 2012. július 16.) angol Hammond-orgona játékos és zongorista. A rock és a komolyzene ötvözésével, a Hammond-orgona játékával szerzett hírnevet. Több klasszikus számban hallhatók virtuóz szólói – sokan "Lord of the Hammond" (szójáték, lefordítva A Hammond ura) néven emlegetik.
Tagja volt a Deep Purple, Whitesnake, Paice, Ashton & Lord, The Artwoods, és Flower Pot Men együtteseknek.
Legismertebb a Deep Purple-ben végzett munkássága, aminek alapító tagja volt 1968-ban. Csak Jon és a dobos, Ian Paice voltak az állandó tagok az együttesben 34 éven keresztül. 2002-ben, az angol turné után lépett ki az együttesből, helyére Don Airey került.
A legambiciózusabb munkája az 1969-ben a Royal Albert Hall-ban előadott Concerto for Group and Orchestra. A koncert nem sokkal a híres Mark II. felállás megalakulása után történt, Gillan és Glover szereplésével – közös stúdióalbumuk még nem volt ekkor. A koncertet harminc évvel később ugyanott megismételték, csak Ritchie Blackmore helyett Steve Morse állt a gitáros posztján. Lord ekkor már tervezte a kilépést az együttesből az állandó turnézás és a saját koncertjei miatt. 2001-ben térdsérülése miatt Don Airey helyettesítette a Purple-ben egy hónapig. A csere bevált így a 2002-es távozása után Airey került az ő helyére.
Kétszer nősült, két lánya volt, Amy és Sara. Feleségével Fawleyben élt.
2011-ben hasnyálmirigyrákot diagnosztizáltak nála. 2012. július 16-án, 71 éves korában halt meg a rák szövődményeképp fellépő tüdőembóliában. 2012. augusztus 7-én helyezték örök nyugalomra Hambledenben.

## Diszkográfia

### Deep Purple
A felsoroltakon kívül közreműködött az összes Deep Purple koncertalbumon 1968 és 2002 között.
- Shades of Deep Purple (1968)
- The Book of Taliesyn (1968)
- Deep Purple (1969)
- Concerto for Group and Orchestra (1969)
- Deep Purple in Rock (1970)
- Fireball (1971)
- Machine Head (1972)
- Who Do We Think We Are (1973)
- Burn (1974)
- Stormbringer (1974)
- Come Taste the Band (1975)
- Perfect Strangers (1984)
- The House of Blue Light (1987)
- Slaves and Masters (1990)
- The Battle Rages On (1993)
- Purpendicular (1996)
- Abandon (1998)

### Szóló és nagyzenekari művek
- 1969 Concerto for Group and Orchestra (Deep Purple-el)
- 1971 The Last Rebel (Ashton, Gardner & Dyke-kal) – Motion Picture filmzene
- 1972 Gemini Suite
- 1974 First of the Big Bands (Tony Ashtonnal)
- 1974 Windows (Eberhard Schoenerrel)
- 1976 Sarabande
- 1982 Before I Forget
- 1984 Country Diary of an Edwardian Lady (Alfred Ralstonnal) – Televíziós sorozat filmzene
- 1993 Gemini Suite Live (Deep Purple-el, 1970)
- 1993 First of the Big Bands - BBC Live in Concert 1974 (Tony Ashtonnal)
- 1996 The Best (válogatás)
- 1998 Pictured Within
- 2000 In Concert with the London Symphony Orchestra (Deep Purple-el)
- 2003 Jon Lord With Pictures (DVD)
- 2004 Beyond The Notes
- 2004 Beyond The Notes Live (DVD)
- 2008 Boom of the Tingling Strings
- 2008 Durham Concerto
- 2010 To Notice Such Things
- 2011 Jon Lord Blues Project Live
- 2011 Jon Lord Live (Bukarest 2009)
- 2012 Concerto for Group and Orchestra (új stúdió verzió)

### Whitesnake
- Trouble (1978)
- Lovehunter (1979)
- Ready an’ Willing (1980)
- Come an’ Get It (1981)
- Saints an’ Sinners (1982)
- Slide It In (1984)

### Egyéb
- Demo SP (1964, a The Artwood Combo-val)
- 5 SP (1964-1966, a The Artwoods-szal)
- Art Gallery (1966, a The Artwoods-szal)
- Jazz In Jeans EP (1967, a The Artwoods-szal)
- 1 SP (1967, St Valentin Day Massacre(Artwoods)-al)
- Blues Anytime Vol. 3-ban 3 szám (1967, Santa Barbara Machine Head-al)
- Green Tambourine (1968, a Sun Dragon-nal)
- Home (1970 Mike Hurst-el)
- In My Time (1971 Mike Hurst-el)
- The Last Rebel (1971, filmzene Tony Ashtonnal)
- Rock Meet Classic (1974 Eberhard Schoenerrel, videó)
- Windows (1974, Eberhard Schoener-rel, videó is)
- First of the Big Bands(1974, Tony Ashtonnal)
- Malice in Wonderland (1976, with PAL)
- PAL BBC Radio 1 Live In Concert (1977, with PAL)
- The Country Diary of an Edwardian Lady (1984, with Alfred Ralston)
- Killer - Rockdrum Highlights (1992 Pete York, Ian Paice és Cozy Powell-el)
- From Darkness to Light (2000, kiadatlan)
- Calling the Wild  (2000, filmzene, kiadatlan)
- Live At Basement (2003 The Hoochie Coochie Man, videó is)
- Boom of the Tingling Strings (2003, kiadatlan)
- Disguises (2004, kiadatlan)
- Danger, White Men Dancing (2007 The Hoochie Coochie Man)

## Külső hivatkozások
- Jon Lord rajongói oldal
- Jon Lord Info Blog
- Herskovits Iván interjúja Jon Lorddal
- Jon Lord interjú a Leicester Bands oldalon